# Chumiętki
Chumiętki (pol. hist. Unięcice) – wieś w Polsce położona w województwie wielkopolskim, w powiecie gostyńskim, w gminie Krobia.

## Nazwa
Wieś ma metrykę średniowieczną i pierwotnie związana była z Wielkopolską. Miała kiedyś inną nazwę i nazywała się „Unięcice”. Pod nią notowano ją od XIII do XVI wieku. Nowa nazwa Chumiętki, początkowo pisana „Humiętki”, pojawiła się po raz pierwszy w na przełomie XV i XVI wieku.
Istnieje co najmniej od drugiej połowy XIII wieku. Wymieniona została w łacińskim dokumencie z 1294 pod nazwą „Crobya Unentina”, 1307 „Unicice”, 1394 „Vnenczice”, 1414 „Vnyączycze, Vnyczycze”, w 1402 odnotowano odmiejscowe nazwisko „Hwnøtsky”, 1415 „Vnanczicze”, 1416 „Vsczanczicze”, 1423 „Vnyanczicze”, 1425 „Vnyączicze”, 1428 „Unyathky”, 1462 „Vnyączycze”, 1505 „Wnyathky”, 1564 „Humientki, Humiętki”.

## Historia
Miejscowość miała mieszaną własność. Część była majętnością szlachecką należącą do lokalnej szlachty wielkopolskiej z rodu Unięckich, którzy od nazwy wsi przyjęli odmiejscowe nazwisko, a później także do Górków, Lubrańskich, Pijanowskich, Latalskich, Przylepskich. Druga część natomiast stanowiła własność biskupstwa poznańskiego i wchodziła w majętności klucza krobskiego. W 1494 wieś leżała w powiecie kościańskim Korony Królestwa Polskiego. W 1510 należała do parafii Krobia.
Pierwszy zachowany zapis pochodzi z końca XIII wieku z dokumentu wydanego przez kancelarię księcia wielkopolskiego Przemysła II. W 1294 zatwierdził on zamianę dóbr pomiędzy Tomaszem kustoszem katedry poznańskiej oraz jego braćmi Tomaszem podkomorzym księżnej Małgorzaty Brandenburskiej oraz Bogusławem plebanem w Wytomyślu synów Unięty, którzy dali Marcinowi zwanemu „Crispulem” sołectwo wraz z 6 łanami flamandzkimi oraz połowę bagna w swojej dziedzinie Chumiętki, a w zamian otrzymali od Marcina wieś Oczkowice.
W 1307 biskup poznański dołączył 2 łany w Chumiętkach do sołectwa biskupstwa poznańskiego w Krobi. W latach 1394-1414 w kilku średniowiecznych dokumentach odnotowany został jako świadek Mikołaj Unięcki, a w latach 1399-1402 Berwold Unięcki. W 1400 Tomisław Unięcki z Chumiętek wraz ze swoimi braćmi toczył proces sądowy z Małgorzatą Krajewską o część Krajewic. W latach 1400-1418 wymieniono go jako stronę w kilku procesach majątkowych.
W 1418 Jan Unięcki toczył spór  majatkowy z Wojsławem Raszewskim dowodząc, że posiada dział wsi od 30 lat. W 1418 pozwany został przez Michała Unięckiego o to, „że ranił i zagnał jego kmiecia”. W 1422 toczył kolejny proces sądowy z Michałem kmieciem z Kokoszek. W 1423 Jana Unięckiego pozwał Piotr Gwiazda (oryg. zapis „Gwasda”) o zabranie konia wartości 8 grzywien, samostrzału wartości kopy groszy oraz białych szat o wartości 5 grzywien.
W latach 1416-1421 właścicielem we wsi był Marcin Unięcki herbu Czasza, a w latach 1417-24 Michał Unięcki. W 1423 Grzymka z Chumiętek prowadziła spór sądowy z Maciejem kmieciem z Chwałkowa dowodząc, że nie przekazała prawa własności swojej ojcowizny. W 1495 Katarzyna żona Marcina Mirzewskiego dała biskupowi poznańskiemu Urielowi Górce oraz jego bratankowi Łukaszowi swoją część dziedziczną w Chumiętkach, a w zamian otrzymała połowę łana w Modrakowie i 35 grzywien.
W latach 1494-1505 wieś Chumiętki znajdowała się w rękach Górków herbu Łodzia. W latach 1495-1505 włascicielem we wsi jest kasztelan spicymierski Łukasz Górka syn kasztelana gnieźnieńskiego Mikołaja. W 1504 sprzedał on części wsi Chumętki wojewodzie kaliskiemu Mikołajowi Lubrańskiemu herbu Godziemba. W 1505 Mikołaj sprzedał biskupowi poznańskiemu Janowi Lubrańskiemu swoje dobra dziedziczne, tj. folwark znajdujący się we wsi. W 1510 wieś oraz folwark Chumiętki w części należały do Mikołaja wojewody kaliskiego, a druga część do Małgorzaty Rokossowskiej wdowy po Janie Unięckim. W 1511 Mikołaj sprzedał za 200 grzywien swoje dobra dziedziczne w Chumietkach swojemu bratu biskupowi poznańskiemu Janowi Lubrańskiemu. Na prośby biskupa król polski Aleksander Jagiellończyk, zgodził się na włączenie tego folwarku do klucza krobskiegonależącego do biskupstwa poznańskiego oraz zwolnił te dobra od obowiązku pospolitego ruszenia oraz od wszelkich ciężarów, którym podlegały dobra świeckie.
W 1522 Maciej Pijanowski zwany „Zygadło” wraz ze swoim bratankiem Maciejem Rokossowskim, synem zmarłego Wawrzyńca, oraz Jadwigą Przylepską i Zofią Piątkowską, swoimi bratanicami, zostali wwiązani w posiadanie 1/5 Chumiętek, część którą miała w posiadaniu ich zmarła ciotka Małgorzata Rokossowska. Wwiązanie to nastąpiło z tytułu 50 kóp groszy posagu oraz wiana, które zmarły Jan Unięcki oprawił swojej żonie Małgorzacie Rokossowskiej, ciotce Macieja syna Wawrzyńca oraz Jadwigi i Zofii. W 1532 Maciej Pijanowski sprzedał część wsi kasztelanowi gnieźnieńskiemu oraz staroście inowrocławskiemu Januszowi Latalskiemu za 30 grzywien. W 1532 Marcin Przylepski syn Jana oraz Jadwigi Przylepskich sprzedał Januszowi Latalskiemu część majątków we wsi za 20 grzywien. W 1535 Janusz Latalski sprzedał swojemu bratu przyrodniemu Janowi biskupowi poznańskiemu części w Chumietkach za 300 grzywien.
Miejscowość odnotowano również w historycznych rejestrach poborowych. W 1510 we wsi były 4 łany, w tym jeden łan osiadły i 3 łany opuszczone, a także folwark. W tym roku pleban z Krobi pobierał wiardunki dziesiętne z 4 łanów w Chumiętkach oraz dziesięcinę snopową z miejscowego folwarku. W 1563 miał miejsce pobór z Chumiętek. W 1564 folwark chumięcki znajdował się w kluczu dóbr Krobia biskupów poznańskich. We wsi gospodarowali zagrodnicy, na folwarku wysiewano jesienią 7 małdratów, a na wiosnę ok. sześciu. Koło folwarku znajdował się pastewnik dla cieląt folwarcznych, a także stawki. Z łąk wokół folwarku zbierano ok. 5 stogów siana. Przy wsi znajdował się gaik dębowy zwany „Grzybulki”. W 1566 pobrano we wsi podatki od 5 zagrodników. W 1571 miał miejsce pobór od 5 zagrodników po dwa grosze. W 1580 pobrano podatki od 3 zagrodników, wiatraka dorocznego, młyna wodnego dorocznego o jednym kole wodnym.
Wieś duchowna, własność biskupstwa poznańskiego, pod koniec XVI wieku leżała w powiecie kościańskim województwa poznańskiego w Rzeczypospolitej Obojga Narodów.. 
Wskutek II rozbioru Polski w 1793, miejscowość przeszła pod władanie Prus i jak cała Wielkopolska znalazła się w zaborze pruskim. W okresie Wielkiego Księstwa Poznańskiego (1815–1848) miejscowość należała do wsi mniejszych w ówczesnym pruskim powiecie Kröben (krobskim) w rejencji poznańskiej. Chumiętki należały do okręgu ekonomii Krobia tego powiatu i stanowiły odrębny majątek, którego właścicielem był wówczas rząd pruski w Berlinie. Według spisu urzędowego z 1837 roku wieś miała 66 mieszkańców, którzy zamieszkiwali 4 dymy (domostwa).
W latach 1975–1998 miejscowość administracyjnie należała do ówczesnego województwa leszczyńskiego.
W Chumiętkach znajduje się dom pomocy społecznej.